# Аннезе, Винченцо Альберто
Винче́нцо Альбе́рто Анне́се (итал. Vincenzo Alberto Annese; род. 22 сентября 1984, Бишелье, Апулия или Мольфетта, Апулия) — итальянский футболист и тренер. Главный тренер сборной Непала. Имеет тренерскую лицензию ПРО УЕФА.

## Игровая карьера
Аннесе хотел пойти по стопам отца, который был футболистом клуба Мольфетта Спортва и присоединился к молодёжному клубу «Белененсиш». Аннесе начал свою футбольную карьеру как центральный полузащитник в молодёжке ФК «Венеция», которая тогда выступала в Серии А (1999—2001). Также он играл в клубе «Мартина Франка» 1947 (2001—2002), «Нойчаттаро Термоли» (2002—2003) и «Леонесса Альтамура» (2003—2004).

## Образование
Аннесе решил закончить карьеру футболиста в 23 года и сосредоточиться на том, чтобы стать футбольным тренером и выбрал Высший институт физической культуры (ISEF) в Университете Фоджи (Università degli Studi di Foggia) и в 2006 году получил второе высшее образование в Университете Вероны, специализируясь на адаптации людей с ограниченными возможностями к спорту. В 2008 году Аннезе стремился расширить свой школьный опыт до роли тренера по футболу, смешивая тренерскую модель GROW (простой метод постановки целей и решения проблем) с мотивационными и психологическими методами. Аннезе работал в национальном итальянском Олимпийском Комитете в 2013 году, также работал учителем в Бари (2009—2012), инструктором второй степени в бассейне и Инструктором во многих тренажерных залах, как персональный тренер.

## Тренерская карьера
Аннесе начал свою профессиональную карьеру, в качестве главного тренера в молодёжной сборной Ф.К. Фиделис Андрия 1928 (2010—2012). Он был повышен до уровня тренерского штаба в итальянском третьем дивизионе 2012-13 Lega Pro Prima Divisione, после чего продолжил работу в «Фодже Кальчо» (Foggia Calcio) 2013-14 Lega Pro Prima Divisione.
После этого Аннесе начал тренировать в разных странах, таких как Литва, Латвия, Эстония и Армения, был главным тренером «Сальдуса», «Пайде Линнамеессконд».
Он также был техническим и тактическим тренером юношеских сборных до 14, 15, 16, 17, 19 лет в Федерации футбола Армении.
С января по май 2017 года он был тренером клуба «Бечем Юнайтед», команды высшего дивизиона Ганы, которую в том числе возглавлял во время двух матчей предварительных раундов Кубка Конфедерации CAF (африканский футбольный клубный турнир). В мае 2017 года он перестал работать с «Бечем Юнайтед».
Под руководством Аннезе «Бечем Юнайтед» сыграл против «М. С. Алжер» в 2017 во втором по важности клубном турнире Африки Confederation of African Football (CAF).
25 июля 2017 года Аннезе подписал контракт с клубом из Палестинской премьер-лиги «Ахли аль-Халель», в этом клубе играет одна из главных звёзд палестинского футбола Шади Шабан, он также играет за сборную Палестины.
24 марта 2018 года Аннезе подписал сезонный контракт с клубом «П. С. И. С. Семаранг» из Индонезии.